# Choisy (Alta Saboia)
Choisy é uma comuna francesa na região administrativa de Auvérnia-Ródano-Alpes, no departamento da Alta Saboia. Estende-se por uma área de 16.57 km². Em 2010 a comuna tinha 1 675 habitantes (densidade: 101,1 hab./km²).